# Abbazia di Bath
L'abbazia di Bath (Chiesa abbaziale di San Pietro e San Paolo, in inglese The Abbey Church of Saint Peter and Saint Paul, Bath o semplicemente Bath Abbey) fu anticamente monastero benedettino della città di Bath, nel Somerset (Inghilterra). Oggi è la chiesa parrocchiale della città. Fu per qualche secolo la cattedrale (e di fatto in seguito la concattedrale) dell'antica diocesi di Bath e Wells.
Fondata nel VII secolo e riorganizzata nel X secolo, la chiesa fu ricostruita nel XII e XVI secolo ed è uno dei maggiori esempi di gotico perpendicolare della West Country.
La chiesa, con pianta a croce latina, può contenere circa 1200 persone e viene usata, oltre che per cerimonie religiose, per cerimonie civili, concerti e letture.